# Hucho bleekeri
Hucho bleekeri es una especie de pez de la familia Salmonidae en el orden de los Salmoniformes.

## Morfología
Los machos pueden alcanzar 64 cm de longitud total.

## Alimentación
Come insectos y peces hueso.

## Hábitat
Vive en zonas de  aguas dulces subtropicales.

## Distribución geográfica
Se encuentra en la China.